# Deda
Deda, noto anche come Chico MD, pseudonimo di Andrea Visani (Ravenna, 20 maggio 1971), è un disc jockey, rapper e produttore discografico italiano.
È considerato uno degli esponenti principali dell'hip hop italiano "old school". Ha legato il proprio nome a personaggi e formazioni quali Isola Posse All Stars, Sangue Misto e Merda & melma.

## Biografia
Esordisce come cantante della band hardcore punk Ravennate Rabid Duck mentre il suo percorso rap ha inizio a Bologna dove intorno alla fine degli anni ottanta prende parte alla crew Isola Posse All Stars.
Nel 1993, insieme a Neffa e DJ Gruff, dà vita ai Sangue Misto con cui pubblica nel 1994 l'album SXM considerato dalla critica uno degli album più rappresentativi dell'hip hop italiano.
In seguito il sodalizio Sangue Misto diventa Zero Stress e Deda prosegue dietro le quinte continuando a produrre basi e scrivere rime per i successivi lavori di DJ Gruff, Neffa e Kaos.
Nel 1996 realizza le basi musicali per l'album di Neffa Neffa & i messaggeri della dopa, dal quale è stato estratto come primo singolo Aspettando il sole insieme a Giuliano Palma. Due anni più tardi torna a collaborare con Neffa per la realizzazione dell'album 107 elementi.
Nel 1999 pubblica Merda & melma insieme a Kaos e Sean, produce e collabora per L'attesa dello stesso Kaos e incide una traccia nell'album Novecinquanta di Fritz da Cat.
La sua ultima performance in veste di MC risale al 2000 in occasione di un feat con Gopher D in Lu servu de diu, mentre la sua ultima produzione rap è del 2006, quando produce la traccia Cani sciolti 2006 (rivisitazione della famosa traccia dei Sangue Misto); il pezzo è pubblicato in Penna capitale di Club Dogo che contiene, al contempo, un remix della medesima. Dal 2004 si presenta col nuovo pseudonimo di Katzuma.org, progetto funk dalle tinte vintage e digitali allo stesso tempo, incidendo tre album e cinque EP.
Nel 2020, a nove anni di distanza dall'ultima produzione, realizza la strumentale di La calma, singolo di Frah Quintale.
Nel 2022, pubblica il primo producer album come Deda, House Party.

## Discografia
Con i Rabid Duck 
- 1988 – Sberequack (Demo Tape)
- 1989 – Who Framed Rabid Duck

 Con gli Isola Posse All Stars 
- 1991 – Stop al panico (12")
- 1992 – Passaparola (12")

 Con i Sangue Misto 
- 1994 – SxM
- 1995 – Cani Sciolti / Solo Mono (12")

 Con i Melma & merda 
- 1999 – Merda & Melma

 Come Katzuma 
- 2004 – Moonbooty
- 2008 – Rituals of Life
- 2010 – Dr. Know
- 2011 – Headcuts Volume 1 (12")
- 2011 – Headcuts Volume 2 (12")
- 2012 – Life in the City (12")
- 2013 – All Night (7'')
- 2021 – Galapagos (EP)
- 2022 – Cyclades (EP)

 Con gli Oké 
- 2016 – Tree Of Life
- 2020 – Deserto
- 2021 – Oasi (Deserto Remixed)

 Come Deda 
- 2022 – House Party

 Collaborazioni 
- 1993 – DJ Gruff - Rapadopa
- 1997 – DJ Gruff - Zero Stress
- 1999 – Fritz da Cat - Novecinquanta
- 1996 – Kaos - Fastidio
- 1996 – Neffa - Neffa & i messaggeri della dopa
- 1998 – Neffa, Deda e Al Castellana - 107 elementi
- 1999 – Kaos - L'attesa
- 2000 – Gopher D - Lu servu de diu
- 2005 – Wastasi/Gopher D - Wastasi Showcase
- 2006 – Club Dogo - Penna capitale

 Produzioni 
- Isola Posse All Stars - Stop al Panico (1991)
- DJ Gruff - Rapadopa (1993)
- Sangue Misto - SxM (1994)
- Neffa - Neffa & i messaggeri della dopa (1996)
- Kaos - Fastidio (1996)
- DJ Gruff - Zero Stress (1997)
- Neffa, Deda & Al Castellana - 107 elementi (1998)
- Melma & Merda - Merda & melma (1999)
- Kaos - L'attesa (1999)
- DJ Gruff - Karasau Kid (2001)
- Wastasi/Gopher D - Wastasi Showcase (2005)
- Club Dogo - Penna capitale (2006)
- Rischio - Sogni d'oro (2010) - come Bruttold Beatz (Deda & Kaos)
- Mastino - Ipnosi collettiva (2011) - come Bruttold Beatz (Deda & Kaos)
- Frah Quintale - La calma (2020)
- Deda - House Party (2022)